# Жидков, Геннадий Павлович
Генна́дий Па́влович Жидко́в (20 мая 1928, Сталинград, СССР — 11 ноября 1993, Калининград, Россия) — советский и российский историк, доктор исторических наук (1970), профессор (1973), организатор науки и просвещения.

## Биография
Г. П. Жидков родился в 1928 году в Сталинграде. 
Отец - Жидков Павел Михайлович, уроженец Дубовки, основанной в 1722 году Яковом Жидковым, директор Третьего Сталинградского Хлебозавода, активный участник героической обороны Сталинграда, указом Президиума Верховного Совета СССР в 1944 году удостоенный  ордена Красной звезды.
Геннадий Павлович в 1950 окончил Сталинградский государственный педагогический институт. Работал директором средней школы в станице Суровикинская Волгоградской области:14, инспектором Волгоградского гороно (1950—1957). В 1957—1974 гг. — преподаватель (затем заведующий кафедрой всеобщей истории в 1972—1974 гг., проректор) Усть-Каменогорского государственного педагогического института. Под научным руководством М. М. Громыко защитил кандидатскую диссертацию в 1964 г., докторскую — в 1970 г.:7 В 1974—1993 гг. работал в Калининградском государственном университете, где основал кафедру истории СССР (с 1980 г. — кафедра дореволюционной отечественной истории), позднее, в 1979 г., — исторический факультет. Был деканом исторического факультета КГУ в 1979—1986 гг.. Вёл в конце 1970-х — начале 1990-х гг. такие общие курсы, как отечественная история периода феодализма и капитализма, история Средних веков, введение в специальность, история южных и западных славян, историография, методология истории, а также специальные курсы «Аграрные отношения в России 1861—1917 гг.», «Российская эмиграция», «Историческая романистика», «Русское политическое масонство начала XX в.»:18. Основатель исторического факультета в Калининградском государственном университете, Г. П. Жидков привлёк в самый западный российский областной центр многих молодых историков из Москвы, Ленинграда и других городов страны.
Председатель правления Калининградской областной организации общества «Знание» в 1977—1993 гг. Депутат Калининградского городского Совета народных депутатов (1977—1982 гг.).
Дочь Г. П. Жидкова — Марина Геннадьевна Шендерюк, также историк, кандидат исторических наук, доцент кафедры истории Балтийского федерального университета им. И. Канта. Внук — Александр Владимирович Шендерюк-Жидков, российский политический деятель, сенатор, заместитель председателя комитета по бюджету и финансовым рынкам Совета Федерации.

## Научный вклад
В научной деятельности Г. П. Жидков сосредоточился на изучении истории сибирского крестьянства и аграрной история Сибири, позднее Северо-Западного региона России. Зарекомендовал себя как крупный советский (российский) историк аграрных отношений в России XVIII — начала XX в. Основал школу историков-аграрников, основным изданием которой стал межвузовский сборник научных трудов «Северо-Запад в аграрной истории России» (1984). Г. П. Жидков стоит также у истоков исторического краеведения в Калининградской области:55—61.
Документы Г. П. Жидкова, включающие обе диссертации, тексты статей, лекций, рецензий, записные книжки, почётные грамоты, переписку с Н. М. Дружининым, А. Д. Люблинской, П. Г. Рындзюнским и другими историками, были переданы в Центр хранения и изучения документов новейшей истории Калининградской области в 1996 г. (сегодня Государственный архив Калининградской области).
Г. П. Жидков опубликовал более 120 научных трудов.

## Научные труды Г. П. Жидкова

### Диссертации
- Кандидатская диссертация: «Социально-экономическое развитие приписной деревни Западной Сибири (1780—1861)» (Новосибирский государственный университет, 1964).
- Докторская диссертация: «Кабинетское землевладение (1747—1917)» (Сибирское отделение АН СССР, 1970).

### Монографии, учебные пособия
- Кабинетское землевладение (1747—1917). — Новосибирск, 1973.
- Отечественная история в советской историографии периода развитого социализма: учеб. пособие. — Калининград, 1983.

### Основные статьи
- Сельское хозяйство и промыслы. Крестьянство // История Сибири. — Л., 1968. — Т. 2.
- Алтайские крестьяне и реформа 1861 года (Историографические заметки) // Из истории аграрных отношений: межвуз. сб. — Калининград, 1976.
- Аграрная политика царизма. Подати и повинности. Земельная община // Крестьянство Сибири в эпоху капитализма. — Новосибирск, 1983.
- П. Г. Рындзюнский. Штрихи к портрету историка-аграрника // Северо-Запад в аграрной истории России. — Калининград, 1990. — С. 119—128.
- Столыпинская земельная реформа: новый взгляд? // Северо-Запад в аграрной истории России: межвуз. темат. сб. науч. тр. / Калинингр. гос. ун-т. — Калининград, 1990. — С. 25—38 (в соавт. с А. С. Забоенковой).
- «Красное колесо» А. Солженицына глазами историка // Отечественная история. — 1994. — № 4-5.

## Награды
За многолетнюю плодотворную деятельность в области науки и образования Г. П. Жидков был награждён медалями «За доблестный труд», «Ветеран труда» и «За трудовое отличие»

## Память

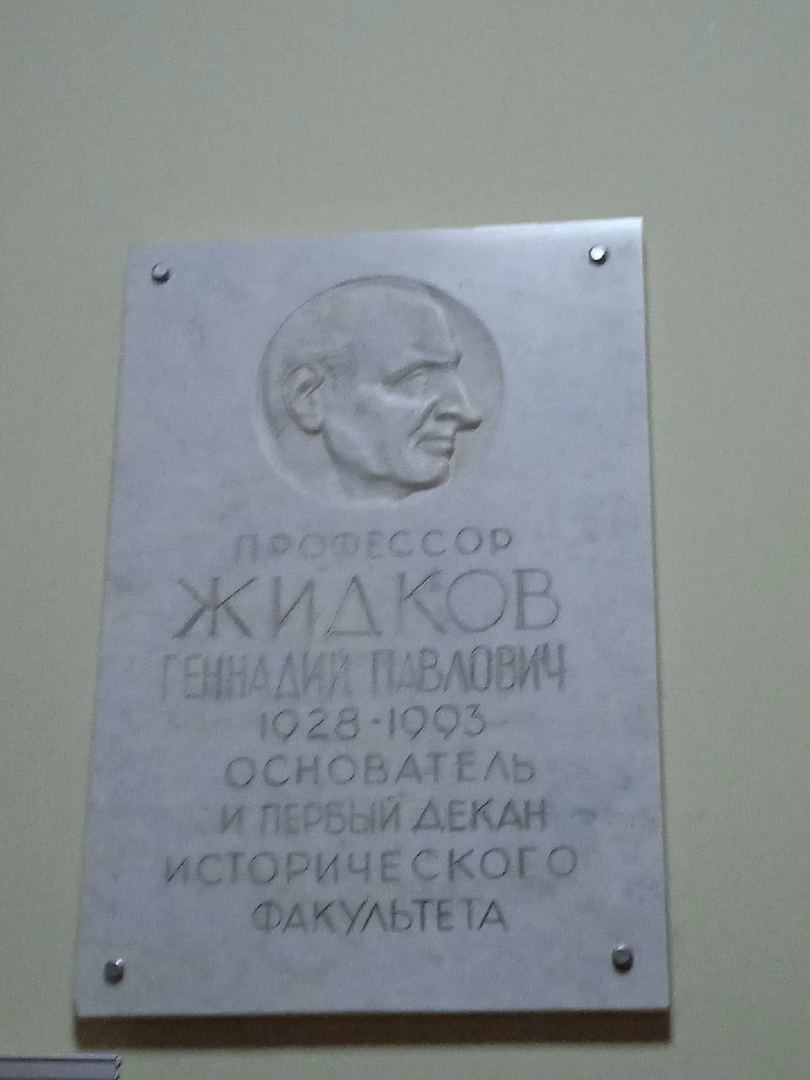

Доска в память об основателе исторического факультета была в 1998 г. установлена на третьем этаже корпуса Балтийского федерального университета им. И. Канта (ул. Чернышевского, д. 56а). Фамилия Г. П. Жидкова также есть на мемориальной доске, установленной в честь профессоров Калининградского университета (БФУ им. И. Канта) 22 апреля 2012 г. в Кафедральном соборе в Калининграде.
В память об учёном также проводились конференции под названием Жидковские чтения — в 2003, 2008 и 2013 гг.
Седьмого мая 1997 г. переулок Чернышевского в Калининграде решением горсовета был переименован в улицу Профессора Жидкова, однако со ссылкой на финансовые затруднения горсовет 27 июня 2001 г. отменил своё решение. Тем не менее на ряде карт современного Калининграда можно встретить и название «улица Профессора Жидкова».
В воспоминаниях о Г. П. Жидкове коллеги писали:

 «Одно из самых сильных качеств Г. П. Жидкова, которое ощущалось всегда и в любой ситуации, — это его ум: аналитический, глубокий, динамичный. Он все улавливал на лету, мгновенно схватывал суть дела и быстро, точно формулировал… Одновременно с этим поражала его память. Редко у кого она бывает столь долговременной и прочной… Как специалист Геннадий Павлович имел ещё одно редкое качество — высокий профессионализм. Это относится как к его научной деятельности, так и к преподавательской. Настоящий, глубокий и разносторонний ученый — с одной стороны, и мастер-педагог — с другой. Не было на факультете человека, который усомнился бы в том, что лучший из наших лекторов — Геннадий Павлович Жидков»:68—69.— Историк Владимир Коржавин

 «Помимо деловитости я увидел необычайную эрудированность, жизнерадостный и общительный характер, завидное мастерство анекдотчика и в то же время скрупулёзную пунктуальность и требовательность во всем, что касалось работы. И ещё я заметил, что это был очень авторитетный и уважаемый человек в университете»:72.— Историк Виктор Сергеев

 «Я даже затрудняюсь определить, в чём был секрет его лекторского мастерства. Неторопливая, обстоятельная речь, академизм, соединённый с обучающей манерой изложения, информационная насыщенность, не препятствующая, а, наоборот, побуждающая к активному осмыслению и обобщению услышанного, необыкновенно тесный контакт с аудиторией, эффект личной сопричастности слушателя, когда каждый сидящий в аудитории ощущает, что лектор обращается именно к нему и говорит лично для него. И при этом никакого популизма, никаких внешних эффектов и видимых ораторских приемов»:80.— Историк Алла Забоенкова